# Policía de la nación navajo
La Policía de la Nación Navajo (previamente conocida como Policía de la tribu Navajo) es la agencia de policía de la Nación Navajo, en el suroeste de los Estados Unidos, y que está bajo la autoridad de la división de seguridad pública de la Nación Navajo.
Esta estructura está dirigida por un jefe de policía, seis capitanes, y ocho tenientes. Tiene las divisiones de: patrulla, asuntos internos, unidad canina, equipo de submarinistas, operaciones especiales, unidad de vigilancia fiscal, selección, y formación.
Además es responsable de la seguridad en siete distritos: Chinle, Crownpoint, Dilkon, Kayenta, Shiprock, Tuba City, y Window Rock. Hay también diversas subcomisarías en cada distrito, variando desde las estaciones de un solo hombre a otras de cinco.
Actualmente en la plantilla hay 210 agentes de policía, 45 investigadores criminales, y 279 civiles, que trabajan como personal de apoyo. Esto supone que hay 1,9 policías cada 1000 personas, y cada agente debe cubrir un área de patrulla de 70 millas cuadradas.
El presupuesto depende de fondos federales y de la Nación Navajo.

## Historia

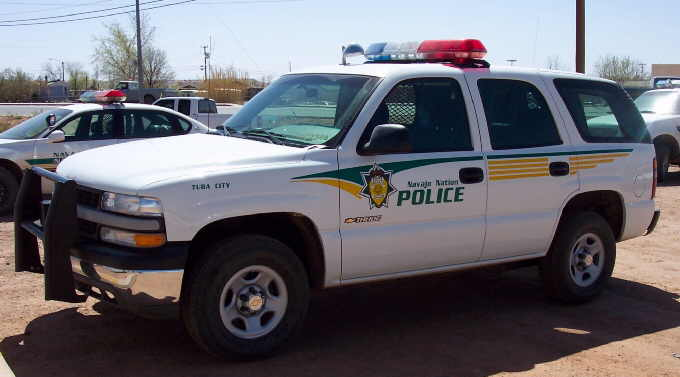
Chevrolet Tahoe de la Policía de la Nación Navajo.

El tratado de 1868 que liberó a los navajos de su cautividad en fuerte Summer estableció que la seguridad pública era responsabilidad del gobierno federal y que fuese administrada por el Departamento de Ley y Orden. La primera policía navaja se creó en 1872. Fue disuelta tres años después a pesar de su éxito. Aunque había una policía en la reserva, esta era presupuestada y administrada por el gobierno de los Estados Unidos. El departamento de policía de la nación navaja no fue restablecido hasta 1959 tras la solicitud del Consejo Tribal Navajo. No sólo eran responsables de la seguridad pública, además debían cuidar y custodiar a los condenados.

## Equipación y vehículos
Todos los agentes están equipados con una Glock 22 del calibre 40 como arma personal, defensa extensible, grilletes, chaleco antibalas, espray de pimienta y radio portátil conectada con la central. Los agentes de las estaciones rurales tienen un coche que pueden llevarse a casa, y elegir entre una escopeta o un rifle semiautomáticoAR15, tiras de clavos y radares de mano. La flota de la policía posee 200 vehículos que varían desde todoterrenos (4x4 Chevrolet Tahoes, 2WD Pursuit Tahoes, 4x4 Chevrolet Blazers, 4x4 Chevrolet Suburban y 4x4 Jeep Liberty hasta sedanes Chevrolet Impala y Ford Crown Victoria. También tienen Kawasaki Kz1000 para las unidades de carretera, 4 Wheelers para eventos especiales y control de multitudes y unidades ciclistas. Todos los vehículos de patrulla están equipados con ordenadores personales con conexiones Wifi para ayudar a los agentes a escribir informes y archivar informes electrónicamente. Recientemente se ha adquirido un centro de mando móvil que está asignado al distrito de Shiprock

## Agentes caídos
Desde la fundación de la policía tribal Navajo ocho agentes han muerto en el cumplimiento del deber.
| Agente                                       | Fecha de defunción             | Detalles                  |
| -------------------------------------------- | ------------------------------ | ------------------------- |
| Agente de policía Burton Begay               | Lunes, 17 de noviembre de 1975 | Tiroteo                   |
| Agente de policía Loren Whitehat             | Jueves 10 de mayo de 1979      | Tiroteo                   |
| Agente de policía Roy Lee Stanley            | Sábado, 5 de diciembre de 1987 | Tiroteo                   |
| Agente de policía Andy Begay                 | Sábado, 5 de diciembre de 1987 | Tiroteo                   |
| Sargento Hoskie Allen Gene                   | Sábado, 6 de enero de 1996     | Asalto                    |
| Agente de policía II Samuel Anthony Redhouse | Lunes, 17 de febrero de 1997   | Tiroteo                   |
| Agente de policía Esther Todecheene          | Lunes, 8 de junio de 1998      | Accidente automovilístico |
| Agente de Policía Winsonfred A. Filfred      | Viernes, 2 de abril de 1999    | Accidente automovilístico |
| Sargento Darrel Curley                       | Sábado, 25 de junio de 2011    | Tiroteo                   |

## En la ficción
Varios agentes ficticios de la policía de la nación navaja aparecen en las novelas de misterio de Tony Hillerman: en particular Joe Lepahorn y Jim Chee.